# رأب وتوسيع التضيق
رأب وتوسيع التضيق هو إجراء جراحي يتم تنفيذه للتخفيف من تضييق الأمعاء بسبب ندبة الأنسجة التي تراكمت في جدار الأمعاء من حالات التهاب الأمعاء مثل مرض كرون. تتراكم ندبة الأنسجة نتيجة عملية متكررة من الضرر وإصلاح هذا الضرر، والتندب يسبب تضيق (تضييق تجويف الأمعاء). يمكن أن يؤدي التضييق إلى إجبار محتويات الأمعاء على التصدعات والتقرحات في الموقع، مما يسبب أضرار وتضيقات إضافية. الجراحة تعيد التدفق الحر من خلال الأمعاء دون الحاجة لإزالة أجزاء الأمعاء (أي، دون استئصال الأمعاء).
تم استخدام إجراء رأب التضيق لأول مرة في مرضى مرض كرون منذ حوالي 30 عاما. أول فحص صارم لمرض كرون تم إجراؤه بواسطة «إيمانويل لي» في عام 1976 وتم الإبلاغ عنه في عام 1982. خلال العقدين التاليين أظهرت العديد من الأبحاث أن هذا الإجراء كان آمن وفعال.
يتم تصنيف رأب التضيق إلى ثلاث مجموعات: التقليدية، الوسيطة، ومعقدة الإجراءات. يعد (Heineke-Mikulicz Strictureplasty) إجراء رأب التضيق التقليدي الأكثر شيوعا. التضيقات الأنسب لهذا الإجراء هي التي تصل إلى 7 سم، يتم إجراء هذا الإجراء عن طريق جعل قطع طوليا على جانب واحد من الأمعاء، ودفع طرفي القطع معا ومن ثم خياطة الأمعاء عرضيا، وبالتالي، وجود تأثير توسيع جزء من الأمعاء الضيقة، وبالتالي حل التضيق.
يعد (Finney Strictureplasty) إجراء رأب التضيق الوسيطي الأكثر شيوعا. ويستخدم في التضيقات التي تصل إلى 15 سم، يتم تنفيذ هذا الإجراء عن طريق طي الأمعاء المريضة على نفسها وخلق فتحة كبيرة بين الحلقتين.
لا يعد إجراء رأب التضيق التقليدي أو الوسيط حل مناسب للتضيقات المتعددة أو التضيقات الأطول . في هذه الحالات يحتاج الجراحون إلى استخدام إجراءات معقدة. إجراء رأب التضيق الأكثر تعقيدا والأكثر شيوعا هو(Michelassi Strictureplasty) . في هذا الإجراء، يتم تقسيم حلقة طويلة من الأمعاء المتضررة من كرون أولا في منتصفه. ثم يتم نقل النصفين الناتجين جنبا إلى جنب. يتم إنشاء فتحة طوية جدا بين الحلقتين، والتي يتم خياطتهما معا لاحقا.
يمكن إجراء عملية رأب التضيق المتعدد في نفس المريض. جميع تقنيات رأب التضيق تجنب المريض إجراء استئصال الأمعاء، وهو الاعتبار المهم في الحالات المعوية المزمنة المتكررة أو في المرضى الذين يعانون من الأمعاء القصيرة. وبالإضافة إلى ذلك، تشير البيانات الأخيرة إلى أن رأب التضيق له تأثير وقائي على تكرار المرض. وبسبب إعادة تشكيل الأمعاء، يسبب رأب التضيق انقطاعات طفيفة في التمعج، مرئية في بعض اختبارات التصوير.